# Will Stevens
William Stevens, becenevén Will Stevens (Rochford, Essex, 1991. június 28.  –) brit autóversenyző. 2014-ben debütált a Formula–1-ben, a maláj Caterham pilótájaként a szezonzáró abu-dzabi nagydíjon, majd 2015-ben a Manor-Marussia csapatában versenyzett. Többszörös Le Mans-i 24 órás autóverseny kategória győztes.

## Pályafutása

### Kezdetek
Will Stevens 2003-ban, 12 évesen kezdte versenyzői karrierjét gokartozással, egy évvel később a brit gokart-bajnokságban, majd az ázsiai gokart-bajnokságban is elindult, utóbbiban bajnoki címet nyert 2007-ben.

### Formulaautós karrierje

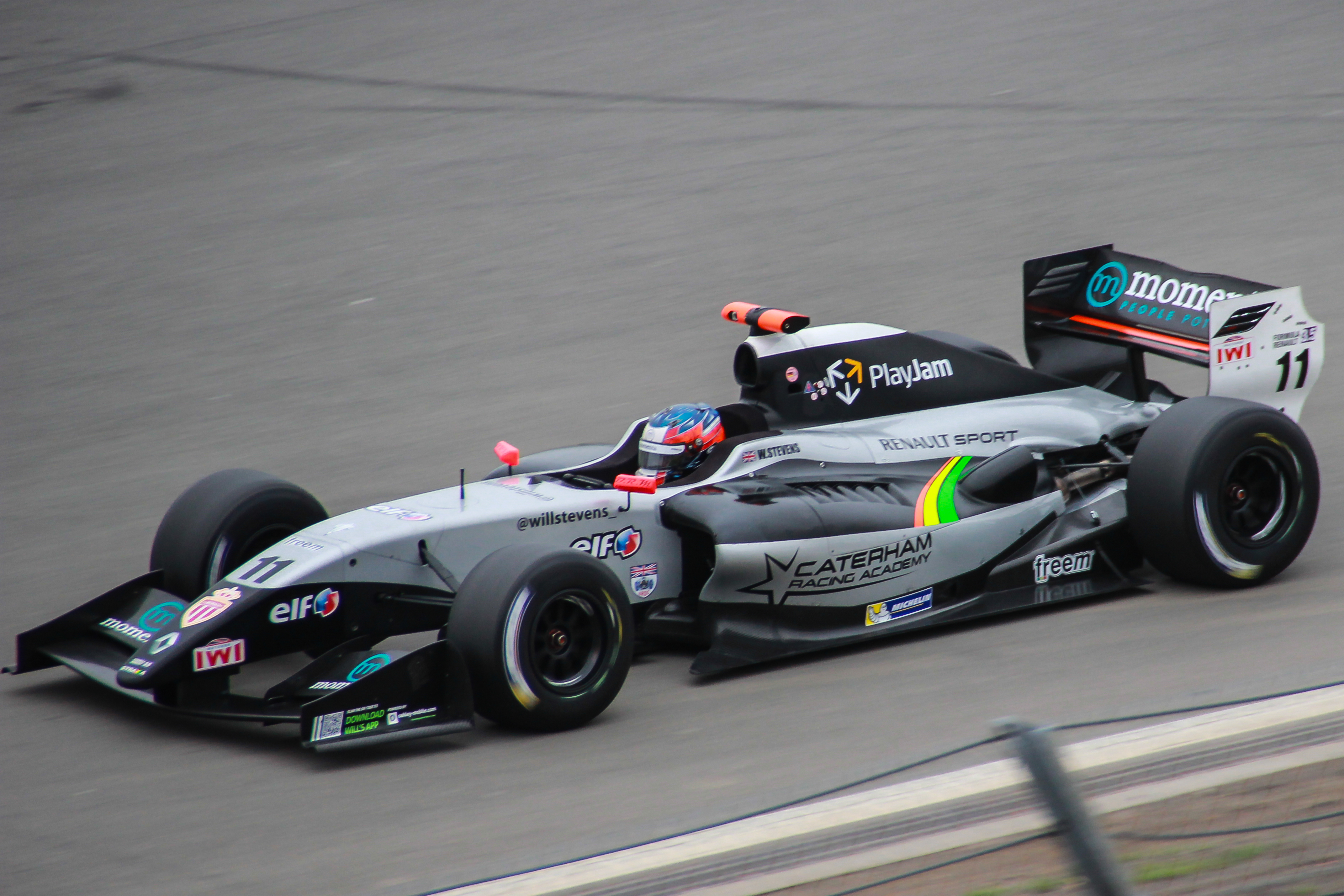
A 2014-es Formula Renault 3.5-ös sorozatban a Nürburgringen

2009-ben a brit Formula–Renault sorozatban indult, ahol első idényében a 9. helyen zárt, 2010-ben pedig a 4. helyen végzett az összetett táblázaton, 2011-ben átment a brit Formula-Renault 2.0 sorozatba, ahol két futamgyőzelemmel a 4. lett, 2012-ben a Formula-Renault 3.5 kategóriájában induló Carlin csapathoz szerződött, ami nem volt valami sikeres, hiszen egyetlen dobogós helyezéssel a 12. lett, 59 ponttal, 2013-ban átigazolt a P1 Motorsporthoz, ami jóval sikeresebb szezont hozott neki, ugyanis öt dobogós eredménnyel a 4. lett, 148 ponttal, szezon közben pedig a Caterham F1-es csapatánál lett tesztpilóta, 2014-ben a Strakka Racing pilótája lett, két futamgyőzelemmel és két további dobogós pozícióval 122 ponttal a 6. lett.

### A Formula–1-ben
A 2014-es szezon utolsó futamán kapott lehetőséget a szezon végén megszűnő Caterham-nél, Abu-Dzabi-ban az időmérő edzésen a 18. helyre kvalifikálta magát, miután a két Red Bullt kizárták szabálytalan első szárnyak miatt, a futamon a 17. helyen intették le egy kör hátránnyal.
A 2015-ös idényre állandó versenyzői ülést kapott a Manor-Marussia csapatától, ahol Roberto Merhi csapattársa lett. 19 futamból 17-szer állt rajthoz, Ausztráliában a csapat nem is indult a versenyen, Malajziában pedig műszaki gondok miatt Stevens nem állt rajthoz. Legjobb eredménye a Brit nagydíjon elért 13. hely volt.
A Manor-Marussia 2015-ös leváltása után egy újabb tulajdonosváltáson ment át a csapat. 2016-ban már Manor Racing néven szerepeltek a Pascal Wehrlein, Rio Haryanto párossal. 2016-ban Roberto Merhivel együtt a Manor Motorsport csoport WEC-ben szereplő istállójával álltak rajthoz.
2018 óta a McLaren teszt- és tartalékversenyzője.

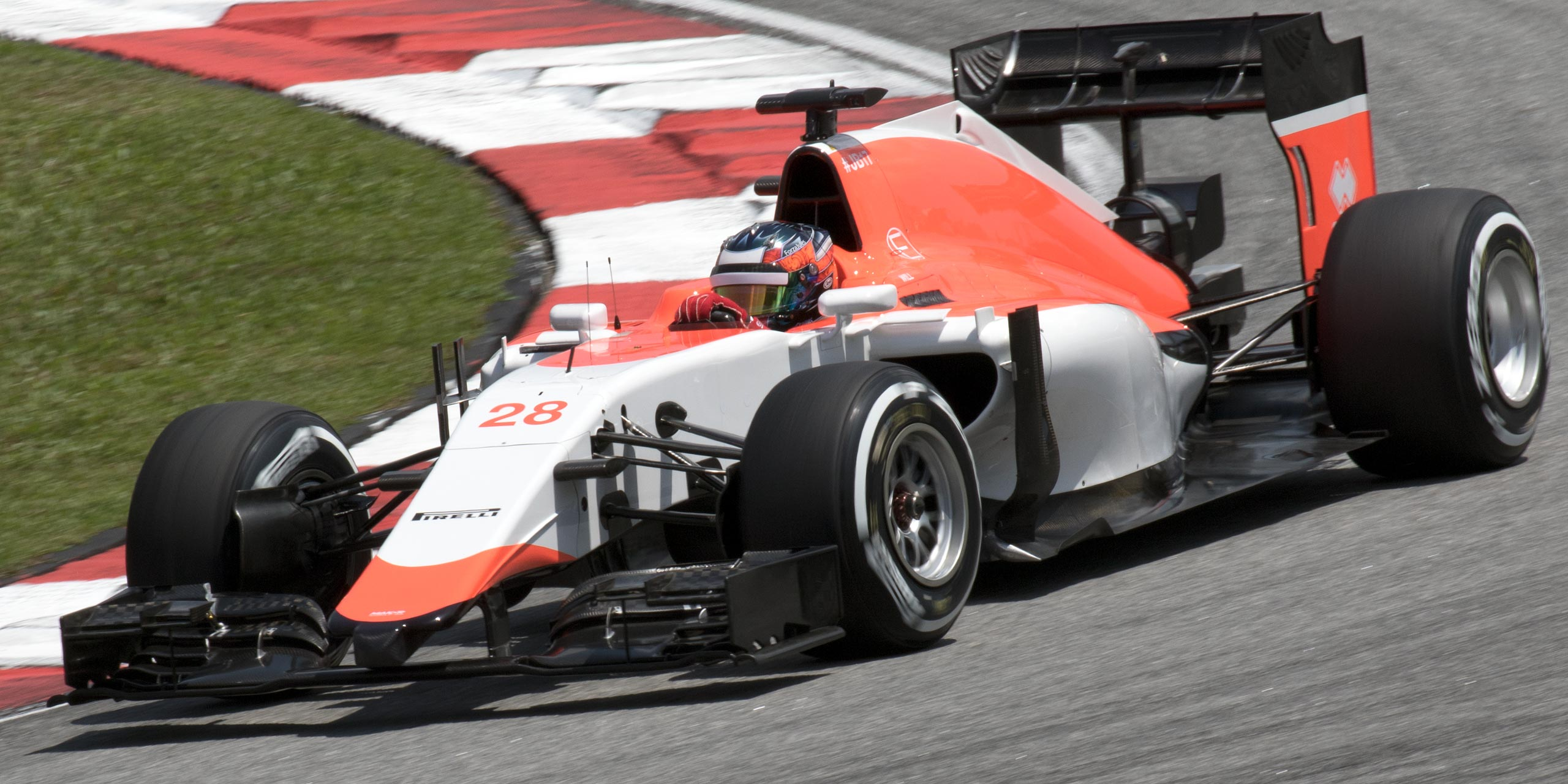
Stevens a 2015-ös maláj nagydíjon

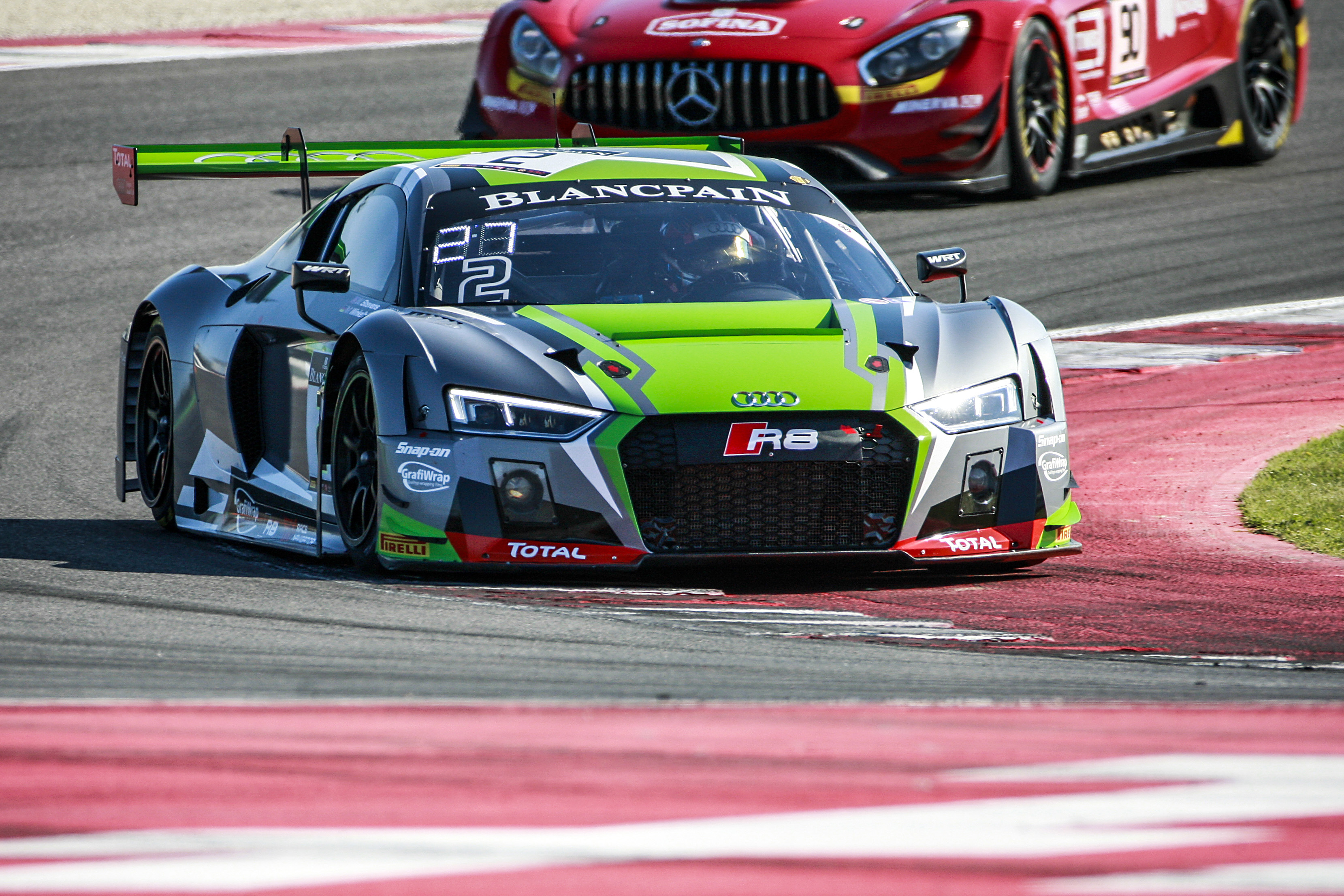
A 2017-es Blancpain GT sorozat egy futamán a Team WRT Audijával.

### Le Mans-i 24 órás autóverseny
2016-ban rajthoz állt Le Mans-i 24 óráson, de nem a Manor, hanem az orosz G-Drive Racing-el az LMP2-ben. A futamot összetettben 6., kategóriában pedig 2. helyen fejezte be.
2017-ben új kategóriában, új csapattal vágott neki a legendás viadalnak. A GTE Amatőr (GTE Am) kategóriában a JMW Motorsport Ferrarijának színeiben 333 kör megtétele után összetettben ugyancsak a 6., lett a kategóriában pedig győzelmet aratott.
2018-ban ismét egy másik istállóval futott neki a versenynek. Az Olivier Panis és Fabien Barthez tulajdonában lévő, Panis Barthez Competition csapatával az LMP2-ben. A futamon csak a középmezőnyig jutott: kategóriában a 13., kategóriában pedig 9. lett.

## Eredményei

### Teljes Formula Renault 3.5 Series eredménylistája
(Táblázat értelmezése)

(Félkövér: pole-pozícióból indult; dőlt: leggyorsabb kört futott) 

| Év   | Csapat         | 1        | 2        | 3        | 4        | 5       | 6        | 7        | 8        | 9       | 10       | 11      | 12       | 13       | 14       | 15       | 16      | 17       | Helyezés | Pont |
| ---- | -------------- | -------- | -------- | -------- | -------- | ------- | -------- | -------- | -------- | ------- | -------- | ------- | -------- | -------- | -------- | -------- | ------- | -------- | -------- | ---- |
| 2012 | Carlin         | ARA 1 6  | ARA 2 8  | MON 1 12 | SPA 1 13 | SPA 2 8 | NÜR 1 10 | NÜR 2 13 | MSC 1 10 | MSC 2 8 | SIL 1 Ki | SIL 2 6 | HUN 1 23 | HUN 2 3  | LEC 1 11 | LEC 2 11 | CAT 1 4 | CAT 2 9  | 12.      | 59   |
| 2013 | P1 Motorsport  | MNZ 1 18 | MNZ 2 Ki | ARA 1 2  | ARA 2 4  | MON 1 7 | SPA 1 Ki | SPA 2    | MSC 1 4  | MSC 2 3 | RBR 1 4  | RBR 2 6 | HUN 1 8  | HUN 2 Ki | LEC 1 5  | LEC 2 13 | CAT 1 2 | CAT 2 3  | 4.       | 148  |
| 2014 | Strakka Racing | MNZ 1    | MNZ 2 Ki | ARA 1 12 | ARA 2 3  | MON 1 8 | SPA 1 7  | SPA 2    | MSC 1 6  | MSC 2 9 | NÜR 1 11 | NÜR 2 7 | HUN 1 6  | HUN 2 10 | LEC 1 12 | LEC 2 8  | JER 1   | JER 2 13 | 6.       | 122  |

### Teljes Formula–1-es eredménysorozata
(Táblázat értelmezése)

(Félkövér: pole-pozícióból indult; dőlt: leggyorsabb kört futott) 

| Év   | Csapat         | 1      | 2      | 3      | 4      | 5      | 6      | 7      | 8      | 9      | 10      | 11     | 12     | 13     | 14     | 15     | 16     | 17     | 18     | 19     | Helyezés | Pont |
| ---- | -------------- | ------ | ------ | ------ | ------ | ------ | ------ | ------ | ------ | ------ | ------- | ------ | ------ | ------ | ------ | ------ | ------ | ------ | ------ | ------ | -------- | ---- |
| 2014 | Caterham       | AUS    | MAL    | BHR    | CHN    | ESP    | MON    | CAN    | AUT    | GBR    | GER     | HUN    | BEL    | ITA    | SIN    | JPN    | RUS    | USA    | BRA    | UAE 17 | 23.      | 0    |
| 2015 | Manor-Marussia | AUS Vi | MAL Ni | CHN 15 | BHR 16 | ESP 17 | MON 17 | CAN 17 | AUT Ki | GBR 13 | HUN 16† | BEL 16 | ITA 15 | SIN 15 | JPN 19 | RUS 14 | USA Ki | MEX 16 | BRA 17 | UAE 18 | 21.      | 0    |

† A versenyt nem fejezte be, de helyezését értékelték, mert a versenytáv több, mint 90%-át teljesítette.
Megjegyzés: 2014-ben a szezonzáró nagydíjon dupla pontokat osztottak.

### Le Mans-i 24 órás autóverseny
| Év   | Csapat                    | Csapattárs                              | Autó                    | Kategória | Kör | Összetett Helyezés | Kategória Helyezés |
| ---- | ------------------------- | --------------------------------------- | ----------------------- | --------- | --- | ------------------ | ------------------ |
| 2016 | G-Drive Racing            | René Rast Roman Ruszinov                | Oreca 05-Nissan         | LMP2      | 357 | 6.                 | 2.                 |
| 2017 | JMW Motorsport            | Robert Smith Dries Vanthoor             | Ferrari 488 GTE         | GTE Am    | 333 | 26.                | 1.                 |
| 2018 | Panis Barthez Competition | Julian Canal Timothé Buret              | Ligier JS P217 - Gibson | LMP2      | 352 | 13.                | 9.                 |
| 2019 | Panis Barthez Competition | Julien Canal René Binder                | Ligier JS P217 - Gibson | LMP2      | 362 | 13.                | 8.                 |
| 2020 | Jackie Chan DC Racing     | Gabriel Aubry Ho-Pin Tung               | Ligier JS P217 - Gibson | LMP2      | 141 | Kiz                | Kiz                |
| 2021 | Panis Racing              | Julien Canal James Allen                | Oreca 07-Gibson         | LMP2      | 362 | 8.                 | 3.                 |
| 2022 | Jota Sport                | António Félix da Costa Roberto González | Oreca 07-Gibson         | LMP2      | 369 | 5.                 | 1.                 |
| 2023 | Hertz Team Jota           | António Félix da Costa Dzse Dzsefej     | Porsche 963             | Hypercar  | 244 | 40.                | 13.                |
| 2024 | Hertz Team Jota           | Callum Ilott Norman Nato                | Porsche 963             | Hypercar  |     |                    |                    |

### Teljes FIA World Endurance Championship eredménysorozata
(Táblázat értelmezése)

(Félkövér: pole-pozícióból indult; dőlt: leggyorsabb kört futott) 

| Év      | Csapat                | Osztály  | Autó        | Motor                  | 1      | 2     | 3     | 4      | 5     | 6     | 7       | 8     | 9   | Helyezés | Pont |
| ------- | --------------------- | -------- | ----------- | ---------------------- | ------ | ----- | ----- | ------ | ----- | ----- | ------- | ----- | --- | -------- | ---- |
| 2016    | Manor                 | LMP2     | Oreca 05    | Nissan VK45DE 4.5 L V8 | SIL Ki | SPA 8 |       |        |       |       |         |       |     | 7.       | 92   |
| 2016    | G-Drive Racing        | LMP2     | Oreca 05    | Nissan VK45DE 4.5 L V8 |        |       | LMS 2 | NÜR    | MEX   | COA   | FUJ 1   | SHA 1 | BHR | 7.       | 92   |
| 2018–19 | Jackie Chan DC Racing | LMP2     | Oreca 07    | Gibson GK428 4.2 L V8  | SPA    | LMS   | SIL   | FUJ    | SHA   | SEB 1 | SPA 6   | LMS   |     | 11.      | 40   |
| 2019–20 | Jackie Chan DC Racing | LMP2     | Oreca 07    | Gibson GK428 4.2 L V8  | SIL 4  | FUJ 2 | SHA 2 | BHR 3  | COA 2 | SPA 6 | LMS Kiz | BHR 1 |     | 5.       | 136  |
| 2022    | Jota                  | LMP2     | Oreca 07    | Gibson GK428 4.2 L V8  | SEB 6  | SPA 3 | LMS 1 | MNZ 2  | FUJ 2 | BHR 3 |         |       |     | 1.       | 137  |
| 2023    | Hertz Team Jota       | Hypercar | Porsche 963 | Porsche 4.6 L Turbo V8 | SEB    | ALG   | SPA 6 | LMS 10 | MNZ 9 | FUJ 6 | BHR 4   |       |     | 9.       | 38   |
| 2024    | Hertz Team Jota       | Hypercar | Porsche 963 | Porsche 4.6 L Turbo V8 | QAT    | IMO   | SPA   | LMS    | SÃO   | COA   | FUJ     | BHR   |     | *        | *    |

* A szezon jelenleg is zajlik.

### Teljes Európai Le Mans-széria eredménylistája
(Táblázat értelmezése)

(Félkövér: pole-pozícióból indult; dőlt: leggyorsabb kört futott) 

| Év   | Csapat                    | Osztály | Kasztni         | Motor                         | 1      | 2      | 3      | 4     | 5      | 6     | Helyezés | Pont |
| ---- | ------------------------- | ------- | --------------- | ----------------------------- | ------ | ------ | ------ | ----- | ------ | ----- | -------- | ---- |
| 2016 | Team WRT                  | LMP2    | Ligier JS P2    | Judd HK 3.6 L V8              | SIL    | IMO    | RBR    | LEC   | SPA 2  | EST   | 19.      | 18   |
| 2017 | JMW Motorsport            | LMGTE   | Ferrari 488 GTE | Ferrari F154CB 3.9 L Turbo V8 | SIL    | MNZ    | RBR    | LEC   | SPA 2  | ALG 2 | 10.      | 36   |
| 2018 | Panis Barthez Competition | LMP2    | Ligier JS P217  | Gibson GK428 4.2 L V8         | LEC 8  | MNZ 7  | RBR 10 | SIL 6 | SPA 3‡ | ALG 2 | 9.       | 45,5 |
| 2019 | Panis Barthez Competition | LMP2    | Ligier JS P217  | Gibson GK428 4.2 L V8         | LEC 10 | MNZ 9  | CAT 15 | SIL 7 | SPA 8  | ALG 7 | 18.      | 19,5 |
| 2020 | Panis Racing              | LMP2    | Oreca 07        | Gibson GK428 4.2 L V8         | LEC Ki | SPA 3  | CAT 4  | MNZ 5 | ALG 5  |       | 4.       | 47   |
| 2021 | Panis Racing              | LMP2    | Oreca 07        | Gibson GK428 4.2 L V8         | CAT 2  | RBR 14 | LEC 8  | MNZ 1 | SPA 3  | ALG 4 | 3.       | 74,5 |
| 2022 | Racing Team Turkey        | LMP2    | Oreca 07        | Gibson GK428 4.2 L V8         | LEC    | IMO    | MNZ    | CAT   | SPA 6  | ALG   | 20.      | 8    |
| 2024 | Nielsen Racing            | LMP2    | Oreca 07        | Gibson GK428 4.2 L V8         | CAT    | LEC    | IMO    | SPA   | MUG    | ALG   | *        | *    |

* A szezon jelenleg is zajlik.
‡ A versenyt félbeszakították, és mivel nem teljesítették a táv 75%-át, így csak a pontok felét kapta meg.

### Teljes Blancpain GT Sprint-kupa eredménylistája
(Táblázat értelmezése)

(Félkövér: pole-pozícióból indult; dőlt: leggyorsabb kört futott) 

| Év   | Csapat                     | Osztály | 1         | 2         | 3         | 4        | 5        | 6        | 7         | 8        | 9        | 10        | Helyezés | Pont |
| ---- | -------------------------- | ------- | --------- | --------- | --------- | -------- | -------- | -------- | --------- | -------- | -------- | --------- | -------- | ---- |
| 2016 | Belgian Audi Club Team WRT | Pro     | MIS QR 14 | MIS CR Ki | BRH QR    | BRH CR   | NÜR QR 3 | NÜR CR 2 | HUN QR 10 | HUN CR 3 | CAT QR 5 | CAT CR 18 | 9.       | 39   |
| 2017 | Belgian Audi Club Team WRT | Pro     | MIS QR Ki | MIS CR Ni | BRH QR 11 | BRH CR 3 | ZOL QR 3 | ZOL CR 1 | HUN QR 7  | HUN CR 5 | NÜR QR 5 | NÜR CR 2  | 2.       | 74   |
| 2018 | Belgian Audi Club Team WRT | Pro     | ZOL 1 2   | ZOL 2 11  | BRH 1     | BRH 2 Ki | MIS 1 Ki | MIS 2 2  | HUN 1 5   | HUN 2 7  | NÜR 1 2  | NÜR 2 Ki  | 4.       | 63,5 |